# Щетинкино (Новгородская область)
Щетинкино — деревня в Старорусском муниципальном районе Новгородской области, с весны 2010 года относится к Великосельскому сельскому поселению. На 1 января 2011 года постоянное население деревни — 1 житель, число хозяйств — 1.
Деревня расположена на правом берегу реки Холынья, в 5 км к северо-западу от деревни Святогорша. Деревня находится на Приильменской низменности на высоте 53 м над уровнем моря. Близ Щетинкина расположена нежилая деревня Нефедьево (в 1 км к северу) и на левом берегу Холыньи деревни Сотско и Косорово.

## Население
| 2010 | 2011 | 2012 | 2013 |
| ---- | ---- | ---- | ---- |
| 6    | ↘1   | →1   | →1   |

## История
До весны 2010 года входила в ныне упразднённое Большеборское сельское поселение.

## Транспорт
Через деревню проходит автодорога из д. Большие Боры в д. Святогорша. Ближайшая железнодорожная станция расположена в Тулебле.